# حكومة ريشي سوناك
شُكلت حكومة ريشي سوناك بعد دعوة الملك تشارلز الثالث ليخلف ليز تراس رئيساً لوزراء المملكة المتحدة في 25 أكتوبر 2022 بعد استقالتها وانتخاب قيادة حزب المحافظين اللاحقة. تتكون حكومة سوناك من نواب البرلمان المنتخبين عام 2019 كحكومة أغلبية من حزب المحافظين.

## التشكيل الوزاري
| المنصب                                                                | الصورة | شاغل المنصب      | الحزب         | الحزب | تولى المنصب    | غادر المنصب    |
| --------------------------------------------------------------------- | ------ | ---------------- | ------------- | ----- | -------------- | -------------- |
| وزراء المجلس                                                          |        |                  |               |       |                |                |
| رئيس الوزراء اللورد الأول للخزانة وزير الخدمة المدنية ‏ وزير الاتحاد ‏  |        | ريشي سوناك       | حزب المحافظين |       | 25 أكتوبر 2022 | 5 يوليو 2024   |
| نائب رئيس الوزراء ‏                                                    |        | دومينيك راب      | حزب المحافظين |       | 25 أكتوبر 2022 | 21 أبريل 2023  |
| نائب رئيس الوزراء ‏                                                    |        | أوليفر داودن     | حزب المحافظين |       | 21 أبريل 2023  | 5 يوليو 2024   |
| وزير العدل السيد المستشار                                             |        | دومينيك راب      | حزب المحافظين |       | 25 أكتوبر 2022 | 21 أبريل 2023  |
| وزير العدل السيد المستشار                                             |        | أليكس شوك ‏       | حزب المحافظين |       | 21 أبريل 2023  | 5 يوليو 2024   |
| مستشار الخزانة اللورد الثاني للخزانة                                  |        | جيريمي هنت       | حزب المحافظين |       | 14 أكتوبر 2022 | 5 يوليو 2024   |
| وزير الخارجية وشؤون الكومنولث والتنمية                                |        | جيمس كليفرلي     | حزب المحافظين |       | 6 سبتمبر 2022  | 13 نوفمبر 2023 |
| وزير الخارجية وشؤون الكومنولث والتنمية                                |        | ديفيد كاميرون    | حزب المحافظين |       | 13 نوفمبر 2023 | 5 يوليو 2024   |
| وزير الداخلية                                                         |        | سويلا برافرمان   | حزب المحافظين |       | 25 أكتوبر 2022 | 13 نوفمبر 2023 |
| وزير الداخلية                                                         |        | جيمس كليفرلي     | حزب المحافظين |       | 13 نوفمبر 2023 | 5 يوليو 2024   |
| وزير الدفاع                                                           |        | بين والاس        | حزب المحافظين |       | 24 يوليو 2019  | 31 أغسطس 2023  |
| وزير الدفاع                                                           |        | غرانت شابس       | حزب المحافظين |       | 31 أغسطس 2023  | 5 يوليو 2024   |
| مستشار دوقية لانكستر ‏                                                 |        | أوليفر داودن     | حزب المحافظين |       | 25 أكتوبر 2022 | 5 يوليو 2024   |
| وزير في ديوان مجلس الوزراء ‏                                           |        | أوليفر داودن     | حزب المحافظين |       | 9 فبراير 2023  | 5 يوليو 2024   |
| وزير الإسكان والبلديات والحكم المحلي ‏ وزير العلاقات الحكومية الدولية ‏ |        | مايكل غوف        | حزب المحافظين |       | 25 أكتوبر 2022 | 5 يوليو 2024   |
| وزير الصحة والرعاية الاجتماعية                                        |        | ستيفن باركلي     | حزب المحافظين |       | 25 أكتوبر 2022 | 13 نوفمبر 2023 |
| وزير الصحة والرعاية الاجتماعية                                        |        | فيكتوريا أتكينز  | حزب المحافظين |       | 13 نوفمبر 2023 | 5 يوليو 2024   |
| زعيم مجلس العموم ‏ اللورد رئيس المجلس الخاص ‏                           |        | بيني موردونت     | حزب المحافظين |       | 6 سبتمبر 2022  | 5 يوليو 2024   |
| زعيم مجلس اللوردات ‏ اللورد حارس الختم الخاص ‏                          |        | نيكولاس ترو ‏     | حزب المحافظين |       | 6 سبتمبر 2022  | 5 يوليو 2024   |
| وزير الأعمال والطاقة والإستراتيجية الصناعية                           |        | غرانت شابس       | حزب المحافظين |       | 25 أكتوبر 2022 | 7 فبراير 2023  |
| وزير أمن الطاقة وحياد الكربون ‏                                        |        | غرانت شابس       | حزب المحافظين |       | 7 فبراير 2023  | 31 أغسطس 2023  |
| وزير أمن الطاقة وحياد الكربون ‏                                        |        | كلير كوتينهو     | حزب المحافظين |       | 31 أغسطس 2023  | 31 أغسطس 2023  |
| وزير البيئة والغذاء والشؤون الريفية                                   |        | تيريز كوفي       | حزب المحافظين |       | 25 أكتوبر 2022 | 13 نوفمبر 2023 |
| وزير البيئة والغذاء والشؤون الريفية                                   |        | ستيفن باركلي     | حزب المحافظين |       | 13 نوفمبر 2023 | 5 يوليو 2024   |
| وزيرة التجارة الدولية                                                 |        | كيمي بادينوك     | حزب المحافظين |       | 6 سبتمبر 2022  | 7 فبراير 2023  |
| رئيس مجلس التجارة                                                     |        | كيمي بادينوك     | حزب المحافظين |       | 6 سبتمبر 2022  | 5 يوليو 2024   |
| وزيرة المرأة والمساواة                                                |        | كيمي بادينوك     | حزب المحافظين |       | 25 أكتوبر 2022 | 5 يوليو 2024   |
| وزيرة الأعمال والتجارة ‏                                               |        | كيمي بادينوك     | حزب المحافظين |       | 7 فبراير 2023  | 5 يوليو 2024   |
| وزير العمل والمعاشات                                                  |        | ميل سترايد ‏      | حزب المحافظين |       | 25 أكتوبر 2022 | 5 يوليو 2024   |
| وزيرة التعليم                                                         |        | جيليان كيغن      | حزب المحافظين |       | 25 أكتوبر 2022 | 5 يوليو 2024   |
| وزير النقل                                                            |        | مارك هاربر       | حزب المحافظين |       | 25 أكتوبر 2022 | 5 يوليو 2024   |
| وزيرة الشؤون الرقمية والثقافة والإعلام والرياضة                       |        | ميشيل دونيلان    | حزب المحافظين |       | 6 سبتمبر 2022  | 7 فبراير 2023  |
| وزيرة الثقافة والإعلام والرياضة                                       |        | لوسي فريزر ‏      | حزب المحافظين |       | 7 فبراير 2023  | 5 يوليو 2024   |
| وزيرة العلوم والابتكار والتكنولوجيا ‏                                  |        | ميشيل دونيلان    | حزب المحافظين |       | 7 فبراير 2023  | 28 أبريل 2023  |
| وزيرة العلوم والابتكار والتكنولوجيا ‏                                  |        | كلوي سميث ‏       | حزب المحافظين |       | 28 أبريل 2023  | 20 يوليو 2023  |
| وزيرة العلوم والابتكار والتكنولوجيا ‏                                  |        | ميشيل دونيلان    | حزب المحافظين |       | 20 يوليو 2023  | 5 يوليو 2024   |
| وزير بدون حقيبة الأمين العام لحزب المحافظين ‏                          |        | ناظم الزهاوي     | حزب المحافظين |       | 25 أكتوبر 2022 | 29 يناير 2023  |
| وزير بدون حقيبة الأمين العام لحزب المحافظين ‏                          |        | غريغ هاندز       | حزب المحافظين |       | 7 فبراير 2023  | 13 نوفمبر 2023 |
| وزير بدون حقيبة الأمين العام لحزب المحافظين ‏                          |        | ريتشارد هولدن    | حزب المحافظين |       | 13 نوفمبر 2023 | 5 يوليو 2024   |
| وزير إيرلندا الشمالية ‏                                                |        | كريس هيتون هاريس | حزب المحافظين |       | 6 سبتمبر 2022  | 5 يوليو 2024   |
| وزير إسكتلندا ‏                                                        |        | أليستر جاك       | حزب المحافظين |       | 24 يوليو 2019  | 5 يوليو 2024   |
| وزير ويلز ‏                                                            |        | ديفيد ديفيز      | حزب المحافظين |       | 25 أكتوبر 2022 | 5 يوليو 2024   |
| كما يحضر اجتماعات مجلس الوزراء                                        |        |                  |               |       |                |                |
| الوزير البرلماني للخزانة مسؤول الانضباط في مجلس العموم ‏               |        | سيمون هارت       | حزب المحافظين |       | 25 أكتوبر 2022 | 5 يوليو 2024   |
| السكرتير العام للخزانة ‏                                               |        | جون غلان         | حزب المحافظين |       | 25 أكتوبر 2022 | 13 نوفمبر 2023 |
| السكرتير العام للخزانة ‏                                               |        | لورا تروت        | حزب المحافظين |       | 13 نوفمبر 2023 | 5 يوليو 2024   |
| المدعي العام لإنجلترا وويلز ‏ المحامي العام لإيرلندا الشمالية ‏         |        | فيكتوريا برينتس  | حزب المحافظين |       | 25 أكتوبر 2022 | 5 يوليو 2024   |
| وزير ديوان مجلس الوزراء ‏ مسؤول الصرف العام ‏                           |        | جيريمي كوين      | حزب المحافظين |       | 25 أكتوبر 2022 | 13 نوفمبر 2023 |
| وزير ديوان مجلس الوزراء ‏ مسؤول الصرف العام ‏                           |        | جون غلان         | حزب المحافظين |       | 13 نوفمبر 2023 | 5 يوليو 2024   |
| وزير الدولة للهجرة ‏                                                   |        | روبرت جينريك     | حزب المحافظين |       | 25 أكتوبر 2022 | 5 يوليو 2024   |
| وزير دولة لشؤون الأمن ‏                                                |        | توم توجندهات     | حزب المحافظين |       | 6 سبتمبر 2022  | 5 يوليو 2024   |
| وزير دولة بدون حقيبة ‏                                                 |        | غافين ويليامسون  | حزب المحافظين |       | 25 أكتوبر 2022 | 8 نوفمبر 2022  |
| وزيرة بلا حقيبة في رئاسة الوزراء ‏                                     |        | إستر ماكفي ‏      | حزب المحافظين |       | 13 نوفمبر 2023 | 5 يوليو 2024   |
| وزير دولة لشؤون المحاربين القدامى ‏                                    |        | جوني ميرسير      | حزب المحافظين |       | 25 أكتوبر 2022 | 5 يوليو 2024   |
| وزير الدولة للتنمية وأفريقيا ‏                                         |        | أندرو ميتشيل     | حزب المحافظين |       | 25 أكتوبر 2022 | 5 يوليو 2024   |

## تعديلات
- في 8 نوفمبر 2022 استقال غافين ويليامسون من منصب وزير دولة بدون حقيبة. جاء ذلك في أعقاب مزاعم بأنه استخدم كلام غير لائق مع مسؤولة الانضباط في مجلس العموم ويندي مورتون وقام بتخويف العديد من الموظفين خلال فترة عمله وزيراً في حكومة تيريزا ماي.[3]
- في 29 يناير 2023 فُصل ناظم الزهاوي من منصب الأمين العام لحزب المحافظين بعد أن أفاد التحقيق أنه ارتكب "خرقًا خطيرًا للقانون الوزاري" فيما يتعلق بشؤونه الضريبية.[4] تم استبداله بغريغ هاندز، الذي كان وزيرًا للتجارة قبل هذا التعيين.
- في 9 فبراير 2023 عُيِّنَ أوليفر داودن وزيراً في ديوان مجلس الوزراء  [لغات أخرى]‏، وهو منصب جديد ليكون مسؤولاً عن الإشراف على تنفيذ استراتيجية الأمن الحيوي في المملكة المتحدة.
- في 21 أبريل 2023 استقال دومينيك راب من منصبه نائباً لرئيس الوزراء ووزيراً للعدل بعد التحقيق في مزاعم التنمر.[5] خلفه أوليفر داودن نائباً لرئيس الوزراء وأليكس شوك  [لغات أخرى]‏ وزيراً للعدل.[6]
- في 7 فبراير 2023 حُلَّتْ وزارة الأعمال والطاقة والإستراتيجية الصناعية. وُزِّعَتْ اختصاصتها على ثلاث إدارات جديدة: وزارة أمن الطاقة وحياد الكربون  [لغات أخرى]‏ ليترأسها غرانت شابس الذي كان يترأس الوزارة المنحلة، ووزارة الأعمال والتجارة  [لغات أخرى]‏ لتترأسها كيمي بادينوك، ووزارة العلوم والابتكار والتقنية  [لغات أخرى]‏ لتترأسها ميشيل دونيلان.
- في 7 فبراير 2023 دُمِجَتْ الوزارة في تعديل وزاري مع أجزاء من وزارة الأعمال والطاقة والإستراتيجية الصناعية السابقة لتشكيل وزارة الأعمال والتجارة  [لغات أخرى]‏. كيمي بادينوك كانت أول من يترأس هذه الوزارة الجديدة.
- في 31 أغسطس 2023 استقال بن والاس من منصبه وزيراً للدفاع . وذكر أن استقالته من أجل "الاستثمار في أجزاء من الحياة التي أهملتها، ولاستكشاف فرص جديدة". خلفه غرانت شابس، الذي كان وزيرًا لأمن الطاقة وحياد الكربون.[7] خلف غرانت شابس في وزارة الطاقة كلير كوتينهو.

### تعديل نوفمبر 2023
في 13 نوفمبر 2023 أجرى ريشي سوناك التعديل الوزاري الثاني على حكومته. اُستبدلت وزيرة للداخلية سويلا برافرمان بجيمس كليفرلي واُستبدل وزير الخارجية كليفرلي برئيس الوزراء السابق ديفيد كاميرون، الذي أصبح نظيرًا مدى الحياة.
- وسط تصاعد التوترات أقال سوناك سويلا برافرمان من منصبها وزيرةً للداخلية في 13 نوفمبر 2023. وكانت قد أُقيلت سابقًا من نفس المنصب من قبل سلف سوناك ليز تراس في أكتوبر 2022. وفقًا لصحيفة الغارديان كان السبب وراء إقالتها هو مقال كتبته ونشرته في صحيفة التايمز في 8 نوفمبر 2023، والذي تضمن بيانًا مفاده أن هناك "تصورًا بأن كبار ضباط الشرطة ينحازون لصالح المتظاهرين عندما يتعلق الأمر بالمحتجين". وكانوا أكثر صرامة مع المتطرفين اليمينيين من "الغوغاء" المؤيدين للفلسطينيين. وذكرت صحيفة الغارديان أن مكتب رئيس الوزراء طلب إجراء تغييرات على المقال، ولكن لم يتم تنفيذ جميع التغييرات.[7] استبدلت بوزير الخارجية جيمس كليفرلي.
- بشغور منصب وزير الخارجية ورد أن اللورد هيغ، أحد كبار أعضاء الحزب، تفاوض على صفقة بين سوناك ورئيس الوزراء السابق ديفيد كاميرون والتي أفضت إلى تعيين كاميرون وزيرًا لشؤون الخارجية والكومنولث والتنمية. ولأن كاميرون استقال من البرلمان في 12 سبتمبر 2016 عُيّن في منصب النبلاء مدى الحياة في صباح يوم التعديل الوزاري. وبذلك يكون كاميرون أول وزير خارجية يخدم من مجلس اللوردات منذ اللورد كارينغتون  [لغات أخرى]‏ (1979–1982) وأول رئيس وزراء سابق يعود إلى مجلس الوزراء منذ أليك دوغلاس هيوم (1970–1974).
- أعلنت وزيرة البيئة تيريز كوفي استقالتها بعد أن خدمت في الحكومة منذ عام 2014 في عهد خمسة رؤساء وزراء. اُستبدلت بوزير الصحة ستيف باركلي، ورُقيت أمينة الخزانة فيكتوريا أتكينز لتشغل منصب وزيرة الصحة.
- صرح وزير ديوان مجلس الوزراء والأمين العام لصرف الرواتب جيريمي كوين أنه استقال على الرغم من مطالبته بمواصلة الخدمة في الحكومة.[18]  اُستبدل بجون غلان، ورُقيت لورا تروت لتخلف غلان أمينةً عامةً للخزانة.
- عُيّن ريتشارد هولدن أميناً عاماً لحزب المحافظين ووزيرًا بدون حقيبة بعد تخفيض رتبة غريغ هاندز إلى وزير دولة في وزارة الأعمال والتجارة.
- عُيّنت النائبة إستير ماكفي  [لغات أخرى]‏ وزيرة دولة بدون حقيبة في ديوان مجلس الوزراء.[20]